# Cellino di Nese
Cellino di Nese (XIV secolo – XIV secolo) è stato un architetto e scultore italiano.

## Biografia

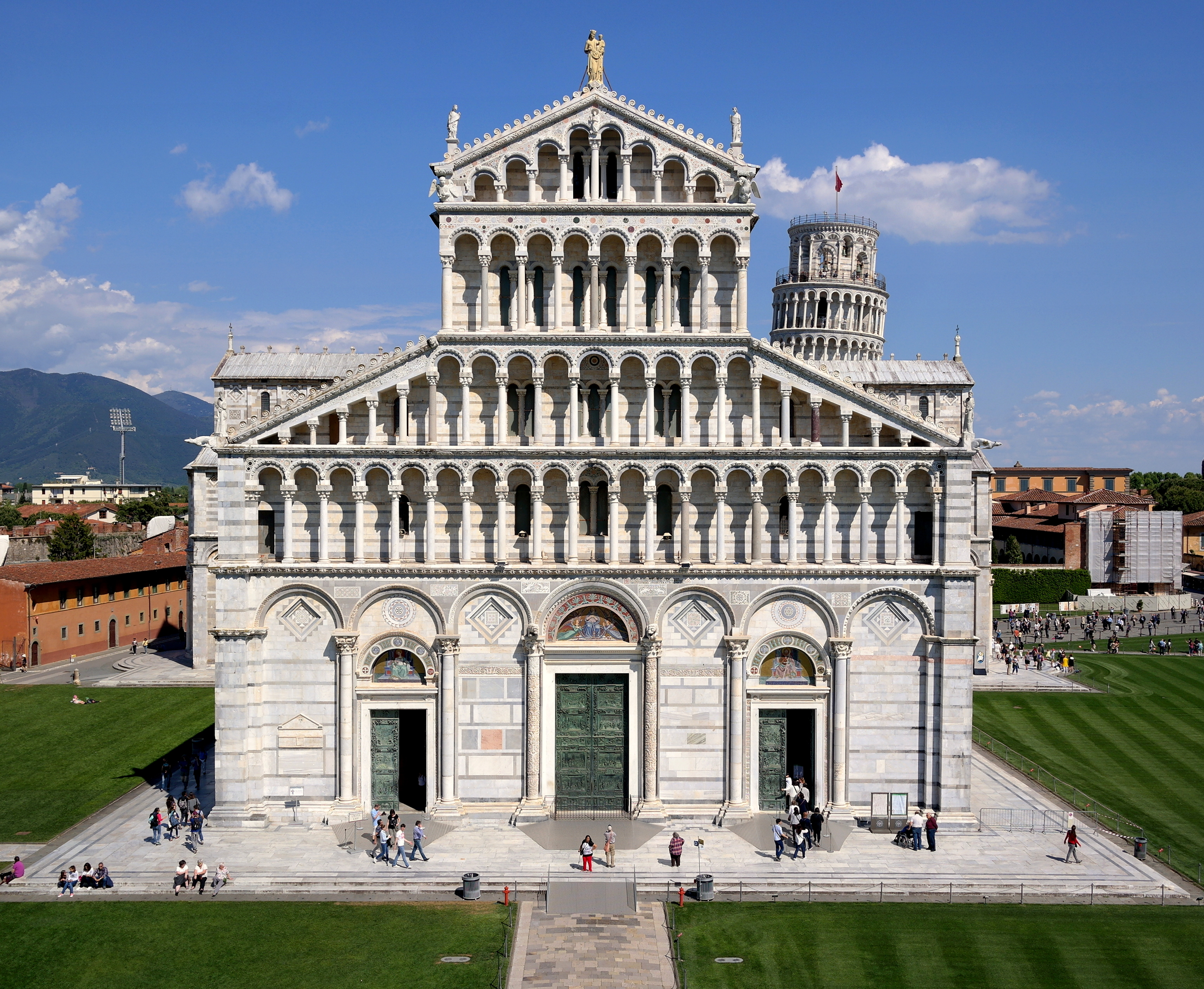
Duomo di Pisa

Non si hanno informazioni biografiche precise riguardanti Cellino di Nese.
Si sa che lavorò in Toscana, soprattutto a Pisa, poiché è menzionato tra il 1349 e il 1375, nei libri di amministrazione dell'opera della Primaziale pisana.
Un documento lo attesta come capomastro dei lavori al Camposanto di Pisa.
Invece nulla si sa riguardo alla sua formazione e pochi informazioni si hanno sulla sua attività di architetto.
Qualche notizia si ha sulla sua attività di scultore, rappresentata da alcuni monumenti funebri influenzati dallo stile di Andrea Pisano.
Tra le sue opere migliori si possono menzionare il monumento a Cino da Pistoia, presente nella cattedrale di San Zeno della stessa città, anche se non tutti i critici d'arte concordano con l'attribuzione, e il  monumento a Ligo Ammannanti nel Camposanto di Pisa.
Il primo, in particolare, è il più complesso: rappresenta, nel gruppo statuario sopra l'arca funeraria, Cino da Pistoia che insegna ai discepoli, inquadrato da un arco formato da più lobi, sorretto da colonnine con il fusto a spirale.
Probabilmente Cellino, oltre ad essere capo mastro, fu anche architetto della fabbrica del San Giovanni di Pistoia (battistero di Pistoia), intorno al 1338, secondo quanto afferma un documento locale.

## Opere
- Primaziale pisana (1349-1375);
- Opere al Camposanto di Pisa;
- Monumento a Cino da Pistoia, cattedrale di San Zeno;
- Monumento a Ligo Ammannanti, Camposanto di Pisa;
- Architetto della fabbrica del Battistero di San Giovanni in corte, Pistoia (1338).